# Übergang bei Kehl
1792

Porrentruy – Marquain – Quiévrain – Verdun – Thionville – Valmy – Lille – Mainz (1792) – Jemappes
1793

Aldenhoven I – Namur – Neerwinden – Mainz (1793) – Famars – Valenciennes (1793) – Arlon (1793) – Hondschoote – Meribel – Avesnes-le-Sec – Pirmasens – Toulon – Fontenay-le-Comte – Cholet – Lucon – Trouillas – Dünkirchen – Le Quesnoy – Menin I – Wattignies – Weißenburg I – Biesingen – Kaiserslautern I – Weißenburg II
1794

Boulou – Landrecis – Menin II – Mouscron – Martinique – Guadeloupe – Tourcoing – Tournai – Kaiserslautern II – San-Lorenzo de la Muga – 13. Prairial – Fleurus – Kaiserslautern III – Vosges – Aldenhoven II
1795

Cornwallis’ Rückzug – Genua – Groix – Hyeres – Handschuhsheim – Mainz (1795) – Mannheim – Loano
1796

Montenotte – Millesimo – Dego – Mondovì – Lodi – Borghetto – Castiglione – Mantua – Siegburg – Altenkirchen – Wetzlar – Kircheib – Kehl – Kalteiche – Friedberg  – Malsch – Neresheim – Sulzbach – Deining – Amberg – Würzburg – Neufundland – Rovereto – Bassano – Limburg – Biberach I – Emmendingen – Schliengen – Caldiero – Arcole – Irland
1797

Fall von Kehl – Rivoli (1797) – St. Vincent – Diersheim – Santa Cruz – Neuwied – Camperduin
Der Übergang bei Kehl am 24. Juni 1796 war eine militärische Aktion des revolutionären Frankreich im Verlauf des ersten Revolutionskrieges. Die französische Hauptarmee überschritt den Rhein, um in Richtung Donau vorzustoßen. Bis zum 29. Juni 1796 war dann auch die Umgegend gesichert.

## Vorgeschichte
Nach dem Entsatz von Mainz wurde zwischen Frankreich und Österreich ein Waffenstillstand abgeschlossen. Nach dem Waffenstillstand blieben französisch Truppen bei Düsseldorf rechtsrheinisch stehen, während sie sich in Baden auf die linke Seite des Rheines zurückzogen.
Dieser Waffenstillstand wurde am 21. Mai 1796 von Österreichern aufgekündigt.

### Österreichische Positionen
Österreich hatte die Absicht, seine Eroberungspläne auf das Elsass nochmals zu versuchen. Schon standen bei Kaiserslautern, Baumholder und anderen Orten 84.000 Mann bereit, um die gegenüberstehenden Flügelkorps der Armeen Moreaus und Jourdans hinter die Mosel und Saar zurückzudrängen und sich dann gegen die Festung Landau zu wenden. Aber die Erfolge Bonapartes in Italien machten eine Verstärkung der dortigen Armee. Der General Graf Wurmser erhielt den Befehl mit 25.000 Mann dahin zu marschieren. Man gab daher die beabsichtigte Offensive auf und beschränkte sich auf die Verteidigung des Ober- und Mittelrheins, wozu noch 149.000 Mann darunter 40.000 Reiter unter Befehl des Erzherzogs Karl verwendbar blieben. Die auf dem linken Rheinufer stehenden Truppen zogen sich allmählich gegen Mainz und Mannheim zurück und nahmen dann eine Aufstellung zwischen der Sieg und dem Neckar. Von Mannheim bis Waldhut hinauf standen 57.000 Mann.

### Französische Planung
Die französische Regierung hatte ebenfalls Offensivgedanken. Moreau erhielt Befehl mit seiner Armee 79.600 Mann den Oberrhein, Jourdan mit 77.790 Mann den Mittelrhein zu überschreiten. Bei beiden Armeen befanden sich nur 17.500 Reiter. Nach dem französischen Operationsplan sollten diese beiden Übergänge so kombiniert werden, dass Jourdans Manöver dem Übergang Moreaus als Einleitung dienen und dessen Vordringen gegen den oberen Neckar erleichtern sollte.
Während Jourdan am 1. Juni seinen linken Flügel vom General Kleber geführt, von Düsseldorf gegen Siegburg und Altenkirchen vorrücken, die Mitte den 7. Juni bei Neuwied übergehen und den rechten Flügel unter Marceau gegen Mainz marschieren ließ, sammelte Moreau seine Streitmacht vor Mannheim.

### Scheinangriffe durch Jourdan
Jourdan fand wenig Widerstand und rückte unaufhaltsam bis an die untere Lahn vor wo am 12. Juni 60.000 Franzosen vereinigt waren. Der Erzherzog glaubte seinem weiteren Vordringen Schranken setzen zu müssen brach mit allen einsatzfähigen Truppen dahin auf und stand am 14. mit 63.000 Mann den Franzosen gegenüber. Er überschritt die Lahn tags darauf bei Wetzlar und schlug die dorthin geeilte Division Lefèbvre. Er verfolgte die nunmehr weichenden Franzosen bis an die Sieg und den Rhein, wodurch Moreaus Übergang sehr erleichtert wurde. Dieser hatte inzwischen durch wiederholte Angriffe auf die verschanzte Stellung eines österreichischen Korps vor Mannheim bei dem dort befehlenden General Graf Latour den Verdacht geweckt, dass hier ein zweiter Rheinübergang stattfinden werde.
Moreaus Absicht ging jedoch dahin den Rhein bei Kehl zu überschreiten, wo bereits in der Stille alle Vorbereitungen getroffen wurden. Um das Geheimnis zu bewahren, erhielten die allmählich nach Straßburg abrückenden Brigaden die Information, dass sie den Befehl hätten nach Italien zu marschieren, was man absichtlich nicht geheim hielt.
General Desaix wurde jedoch vorausgeschickt, um den Befehl über die bei Straßburg sich sammelnden Truppen zu übernehmen und in der Nacht zum 24. Juni den Übergang zu wagen. Die aus der Gegend von Mannheim abmarschierenden Truppen wurden sogleich durch andere Truppen vom linken Flügel ergänzt, so dass die Stärke des Hauptkorps einige Tage unverändert blieb. Am Abend des 23. Juni wurden in Straßburg alle Stadttore geschlossen, 70 Fahrzeuge auf der Ill bereitgehalten und mit Truppen bemannt. Die hier angekommenen Truppen beliefen sich auf 27.000 Mann, davon sollte die Division Beaupuy bei Gambsheim, die Division Ferino bei Kehl übersetzen. Ober- und unterhalb dieser Punkte waren kleinere Rheinübergänge angeordnet. Auf der ganzen Linie zwischen Straßburg und Basel sollten am frühen Morgen lebhafte Kanonaden unterhalten werden. Wenn die Franzosen durch diese Anstalten den Zweck erreichten ihre über den wahren Übergangspunkt zu täuschen, so trugen diese das redlich dazu bei, die Ausführung im Wesentlichen zu erleichtern.

Zur Verteidigung des Oberrheins waren die 57.000 Mann wie folgt verteilt:
- General Fröhlich mit 10.000 Mann zwischen Hüningen und Saßbach
- Prinz Condé mit 6000 Mann zwischen Saßbach und Ichenheim
- FZM Stain mit 7200 Mann schwäbischer Kreistruppen zwischen Ichenheim und der Rench
- General Sztaray mit 8800 Mann zwischen der Rench und Philippsburg
- FZM Latour mit 25.000 Mann von Philippsburg bis Mannheim.

Sämtliche Korps hatten auf dem ihnen angewiesenen Flussabschnitt eine Unzahl Posten aufgestellt. Ihre Befehlshaber waren ganz unabhängig voneinander von für den Fall eines wirklichen Überganges, konnte also auf schnelle Unterstützung nicht gerechnet werden, musste man doch zuvor die Befehle Latours dessen Hauptquartier in Mannheim abwarten. Bevor der Erzherzog den Fehler seines Vorgängers korrigieren konnte, war der Übergang bereits erfolgt.

## Übergang am 24. Juni

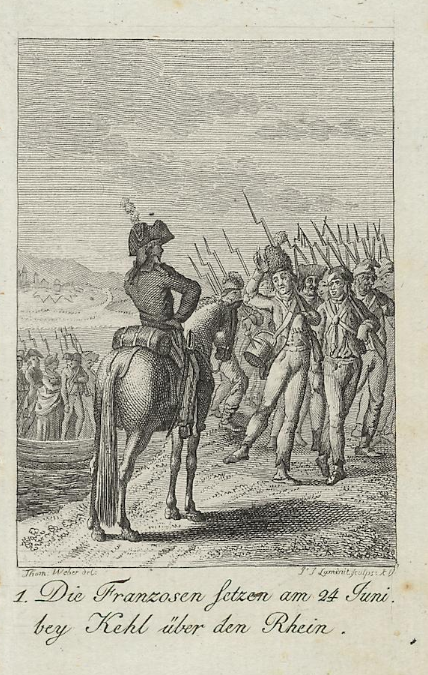
Zeitgenössische Darstellung

Am 24. Juni um früh 2 Uhr bestieg die Division Ferino die Fahrzeuge und begann mit dem Übergang. Die dem rechten Ufer zunächst gelegenen Inseln waren mit schwäbischen Vorposten besetzt und durch Laufbrücken mit dem Ufer verbunden. Sie hatten von der Einschiffung nichts bemerkt. So konnten 3600 Mann auf 36 Fahrzeugen fast gleichzeitig an vielen Punkten angelandet und ohne Schwierigkeit die Vorposten vertrieben. Auf der Insel Erlenkopf wurde eine Redoute mit 3 Kanonen erstürmt. Die Flucht der Besatzung war so eilig, dass sie vergaßen die Laufbrücken hinter sich abzuwerfen. Die Franzosen ließen jene 3 Kanonen sogleich bespannen und rückten nun weiter vor. Währenddessen waren die Fahrzeuge ununterbrochen tätig. So war um 6 Uhr eine fliegende Fähre im Gange, kurz darauf wurde die Redoute auf dem Kirchhof, wo früher das Fort gestanden hat, erstürmt, Kehl erobert und der Feind zum zweiten Male aus der in der Ebene liegenden Wolfsredoute geworfen. In Kehl und den Redouten standen nur 2 Bataillone, die übrigen schwäbischen Truppen hielten 16 Orte besetzt, 6 Bataillone und 4 Schwadron standen als Reserve im Lager bei Willstädt. FZM Stain erhielt die Meldungen von dem Übergang um 4 Uhr. Er brach aber erst um 7 Uhr mit der Reserve nach Kehl auf und marschierte in 2 Kolonnen auf beiden Ufern der Kinzig. Als diese beiden Kolonnen vor Neumühl und Sundheim ankamen, fanden sie einen sehr überlegenen Feind, welcher sogleich zum Angriff überging und die Schwaben mit Verlust von 37 Offizieren, 693 Mann und 14 Geschützen nach Willstädt zurücktrieb. Die schwäbischen Vorposten besetzten jedoch Neumühl wieder, da die Franzosen nicht weit verfolgten. Im Laufe des Tages wurde das Übersetzen von Truppen fortgesetzt, auch an Herstellung einer Schiffbrücke gearbeitet, welche aber erst den 25. Juni mittags brauchbar wurde. Um diese Zeit stand bereits die ganze Infanterie der beiden Divisionen bei Kehl. Der geplante Übergang der Division Beaupuy bei Gambsheim hatte wegen zu hohen Wasserstandes bei Gambsheim nicht erfolgen können. Die Division musste nach Straßburg zurückkehren und setzte dort über. Am Nachmittag ging die Artillerie und Kavallerie über die Schiffbrücke. Aus dem Lager vor Mannheim kamen fortwährend französische Truppen an. Auch der Obergeneral Moreau und Reynier, Chef des Generalstabes trafen ein. Auf die Nachricht von dem bei Kehl erfolgten Übergang der Franzosen rückten zwar einige Abteilungen der Korps von Sztaray und Condé näher heran doch fand keine entscheidende Bewegung statt.
Man erwartete Befehle, da aber die vor Mannheim unter General Gouvion Saint Cyr gebliebenen Divisionen ihre Angriffe fortsetzten, so glaubte Latour es sei hier immer noch ein Übergang geplant und zögerte mit dem Marsch gegen Kehl bis zum 26.

### 26. Juni
Am 26. Juni schritt General Desaix mit seinen 27.000 Mann in sechs Kolonnen auf beiden Ufern der Kinzig zum Angriff. Drei Divisionen griffen das schwache Korps des FZM Stain in Front und Flanke an und drängten es nach kurzem Widerstand gegen Offenburg zurück. Als eine dieser Kolonnen aus dem Dorf Kork anrückte, wurde sie von dem Kürassierregiment Ansbach mit Ungestüm angegriffen und wieder zurückgetrieben. Dabei erhielt der General Beaupuy acht Säbelhiebe und sein Adjutant Drouot wurde so schwer verletzt, dass er zwei Tage später starb. Erst als die Kürassiere in das Dorf eindrangen, trafen sie auf organisierten Widerstand der Franzosen, diese schossen aus allen Fenstern und zwangen die Reiter zum Umkehren. Aber noch bevor diese jedoch das freie Feld erreichten, wurden sie von der herbeieilenden französischen Kavallerie angegriffen und mit Verlust bis Willstädt gejagt. Die drei anderen Kolonnen hatten den Auftrag den Anmarsch der Emigrantenarmee des Prinzen Condé aufzuhalten. Durch die große Überlegenheit der Franzosen wurden die Emigranten gezwungen sich nach Offenburg zu wenden. Am 27. blieb Stain vor Offenburg, Condé stand ihm zur Linken, 300 Österreicher zur Rechten bei Oppenweiler, Sztaray mit 4000 Mann bei Memprechtshofen an der Rench.
Moreau wollte nun mehr Terrain zu gewinnen und schritt nachmittags in sechs Kolonnen vor: eine gegen Altenheim, vier Kolonnen gegen die Stellung Stains, die letzte gegen Urloffen. Da einige dieser Kolonnen nicht schnell genug vorankamen, ging die Gesamtwirkung verloren und die ganzen Operationen hatten nicht den gewünschten Erfolg. Der FZM Stain wich in das Kinzigtal zurück, Condé bis Lahr, die Österreicher hinter Renchen und Oberkirch.
Die schwäbischen Kreistruppen befanden sich in so schlechter Verfassung, dass ihr Rückzug durch eine Abteilung Österreicher und Emigranten gedeckt werden musste, welche sich in Gengenbach festsetzten.

### 28. Juni
Am 28. ließ Moreau das Condé’sche Korps durch eine Division beobachten. Im Kinzigtal ließ er nur eine Abteilung leichter Infanterie vorgehen und wandte sich mit den übrigen Truppen, deren Stärke unbekannt ist, gegen die hinter der Rench stehenden Österreicher. Sztaray hatte die Mehrzahl seiner Kavallerie in der Ebene bei Renchen aufgestellt und kam dem Angriff der Franzosen hier zuvor. Nachdem jedoch die in Oberkirch stehenden zwei Bataillone vertrieben waren, traten auch die österreichische Kavallerie und die bei Memprechtshofen stehende Abteilung den Rückzug an. Dabei gingen sieben Geschütze verloren.
Bereits am 26. Juni abends erreichte Latour mit 6 Bataillonen und 22 Schwadronen Rastatt. Er blieb hier stehen, ohne Sztaray zu unterstützen oder ihm Befehl zum Rückzug zu geben.
Am 29. Juni hatte Moreau von seiner ganzen Armee 60.000 Mann auf dem rechten Rheinufer vereinigt. Fröhlichs Korps und die Emigranten konnten leicht bis nach Waldhut hinauf gedrängt werden, von den Schwaben war nichts mehr zu befürchten, von Sztarray eben so wenig. Moreau hatte also alle Optionen: in das Rheintal oder in das Kinzigtal vorzudringen. Seine Überlegenheit sicherte ihm überall den Erfolg.

## Folgen
Ob die Franzosen zunächst nicht mit einem Erfolg gerechnet hatten oder ob General Moreau das Risiko scheute ist nicht mehr zu klären, aber die Franzosen blieben bis zum 4. Juli in ihrem Brückenkopf. Erst nach mehrtägigem Erkundungen und Beratungen mit seinen Generälen entschloss sich Moreau gegen Rastatt zu marschieren. Durch diese Verzögerungen gingen die strategischen Vorteile, des meisterhaft ausgeführten Übergangs bei Kehl fast alle verloren und wenig fehlte, so wäre Moreau noch viel schneller zum Rückzug gezwungen worden.